# Aseptis inconspicua
Aseptis inconspicua är en fjärilsart som beskrevs av Smith 1893. Aseptis inconspicua ingår i släktet Aseptis och familjen nattflyn. Inga underarter finns listade i Catalogue of Life.